# Hector William Vaughan

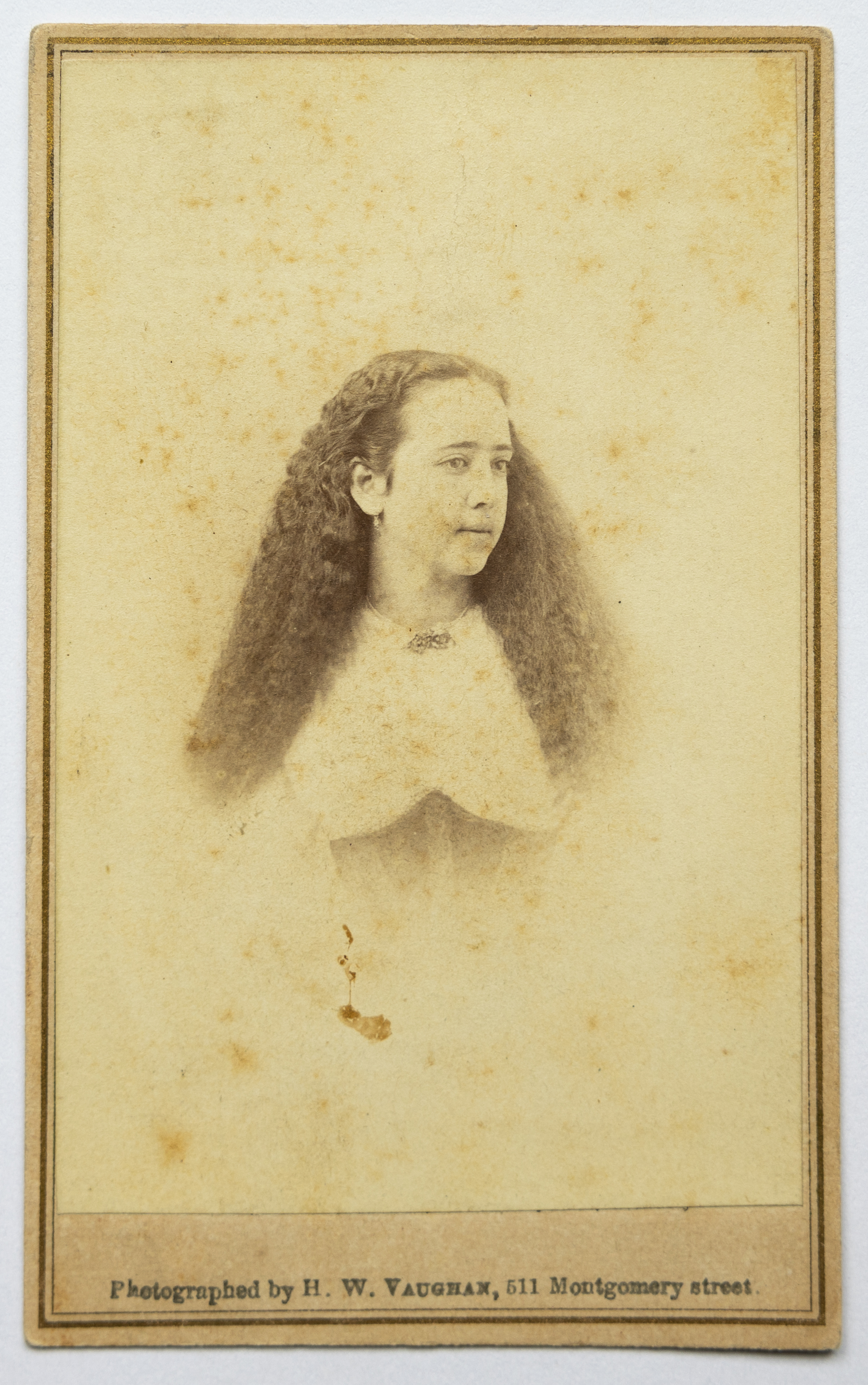
Von Hector William Vaughan in San Francisco hergestelltes Carte de Visite-Porträt von Mary Dunphy (Albuminpapier auf Karton, um 1868). Bei der Abgebildeten handelt es sich vermutlich um die Tochter von William Dunphy (1829–1892) und dessen Frau Carmen Uvilla. Der – wie Vaughan – aus Irland stammende Dunphy kam 1849 nach San Francisco, beteiligte sich am kalifornischen Goldrausch und war später ein äußerst erfolgreicher Rinderzüchter mit großen Besitzungen.

Hector William Vaughan (* um 1827 in Irland; † um 1878) war ein amerikanischer Unternehmer, Fotograf und Erfinder. Zwischen 1863 und 1878 war Vaughan als Fotograf in San Francisco tätig, wo er verschiedene Fotostudios betrieb und einen neuartigen Kameraverschluss entwickelte.

## Leben und Werk

### Herkunft und erste Betätigung als Fotograf in Mexiko
Hector William Vaughan wurde um 1827 in Irland geboren und erhielt am 17. Februar 1851 in New York die amerikanische Staatsangehörigkeit. In einer am 29. November 1862 in Mazatlán an der mexikanischen Pazifikküste erschienenen Zeitungsannonce bewarb Vaughan ein Fotostudio, das er dort gemeinsam mit einem gewissen „L. Delzeme“ betrieb. In ihrer Annonce geben Delzeme und Vaughan an, dass sie während „ausgedehnter Reisen in Europa, Nord- und Südamerika“ große Erfahrungen in der Kunst der Fotografie gesammelt hätten. Die letzte von Vaughans Biograph Peter E. Palmquist gefundene Zeitungsannonce von Delzeme und Vaughan stammt vom 9. Dezember 1862.

### Fotograf und Erfinder in San Francisco
Im Herbst 1863 kam Vaughan in San Francisco an, wo er zunächst im Fotostudio von William Shew (1820–1903) arbeitete. Für das Jahr 1867 ist eine Partnerschaft mit dem aus Virginia stammenden Fotografen Alexander Scott Tidball (* um 1820) belegt. Das unter beider Namen geführte Studio befand sich in der Montgomery Street 513. Im Jahr 1868 gewann Vaughan in der sechsten Gewerbe- und Industrieschau des San Francisco Mechanics’ Institutes eine Silbermedaille für seine Porträts. Sein Studio befand sich zu diesem Zeitpunkt bereits in der Montgomery Street 511 und im selben Jahr gehörte er zu den Mitgliedern der San Francisco Artists’ Union. 
Ein Jahr später befand sich Vaughans Studio in der Third Street 18. Im Rahmen des United States Census des Jahres 1870 bezifferte er seinen Immobilienbesitz mit 4500 Dollar und sein Privatvermögen auf weitere 1500 Dollar. Zu jenem Zeitpunkt lebte er mit seiner 27-jährigen, aus England stammenden Frau Emma und seinen in Kalifornien geborenen Kindern Hector M. (sieben Jahre alt), Rufus K. (fünf), Emma (drei) und einem einen Monat alten Baby zusammen.
Im Jahr 1873 ließ sich Vaughan einen als „photo-gate“ bezeichneten Kameraverschluss patentieren. Zwei Jahre später verlegte er sein Studio unter dem Namen „Imperial Gallery“ in die Market Street 724½. Für das Jahr 1877 ist eine weitere Galerie in der Third Street 18 belegt. In der im selben Jahr veranstalteten zwölften Gewerbe- und Industrieschau des San Francisco Mechanics’ Institutes gewann er einen weiteren Preis für seine Werke, wobei die Juroren hierzu bemerkten, seine Einreichungen besäßen „alle Erfordernisse erstklassiger Arbeit“. Im Rahmen derselben Ausstellung gewann Vaughan auch einen Preis für seinen neuartigen Kameraverschluss.
Weil Emma Vaughan ab 1878 als Besitzerin der Imperial Gallery geführt wurde, vermutet Palmquist, dass Hector William Vaughan im selben Jahr gestorben ist. Ab 1879 wurde Vaughans First Premium Photograph Gallery in der Third Street 18 von Sadie O. Brown und Max Karras weiterbetrieben. Zwischen 1887 und 1888 übernahmen Vaughans Söhne Hector und Rufus die Imperial Gallery von ihrer Mutter.

## Verbleib der Werke
Laut Palmquists und Kailborns Standardwerk Pioneer Photographers of the Far West lassen sich Werke von Vaughan in zahlreichen Sammlungen nachweisen. In Palmquists eigener Sammlung befinden sich sechs Karten im Visitformat aus Vaughans Zeit in der Montgomery Street 511, 11 Karten mit der Beschriftung „18 Third Street (late 511 Montgomery St.), S.F.“, 31 Karten im Visitformat und 10 Karten im Kabinettformat mit der Beschriftung „18 Third Street (late 511 Montgomery St.)“, 18 Karten im Visitformat und 16 Karten im Kabinettformat mit der Beschriftung „First Premium Photograph Gallery, 18 Third Street, S.F.“, sowie weitere mit seinem Namen versehene Werke aus der Zeit nach Vaughans Tod. Nach Palmquists Tod ging dessen Sammlung in den Bestand der Beinecke Rare Book and Manuscript Library über.